# Adorazione dei Magi (Artemisia Gentileschi)
L'Adorazione dei Magi è un dipinto di Artemisia Gentileschi del 1636-37 effettuato durante il suo periodo napoletano, prima della partenza per l'Inghilterra nel 1638. 
Quest'opera dopo essere stata conservata al Museo di San Martino di Napoli per circa cinquant'anni, è ritornata nella sua collocazione originaria a seguito della riapertura al culto della cattedrale di Pozzuoli nel maggio del 2014.

## Storia e descrizione
Tra il 1636 e il 1637, su commissione del vescovo Martín de León Cárdenas, fu realizzato dalla pittrice Artemisia Gentileschi questo dipinto per il coro del duomo di Pozzuoli insieme ad altri due quadri: San Gennaro nell'anfiteatro di Pozzuoli e Santi Procolo e Nicea.
Da questo dipinto si può notare come si "meridionalizzi" lo stile fisionomico dei personaggi rappresentati dall'artista. I re che si prostrano nell'Adorazione dei Magi sono quanto di più "spagnoleggiante" si possa immaginare. L'Adorazione dei Magi  della Gentileschi, attira per la soave dolcezza che s'irradia dalla Vergine e per l'espressione riverente e commossa del re chinato a rendere omaggio al Bambino Gesù. Inoltre, è interessante notare che le figure maschili sembrano sproporzionatamente grandi rispetto alla dignitosa Vergine col Bambino Gesù a sinistra.